# Confiscació

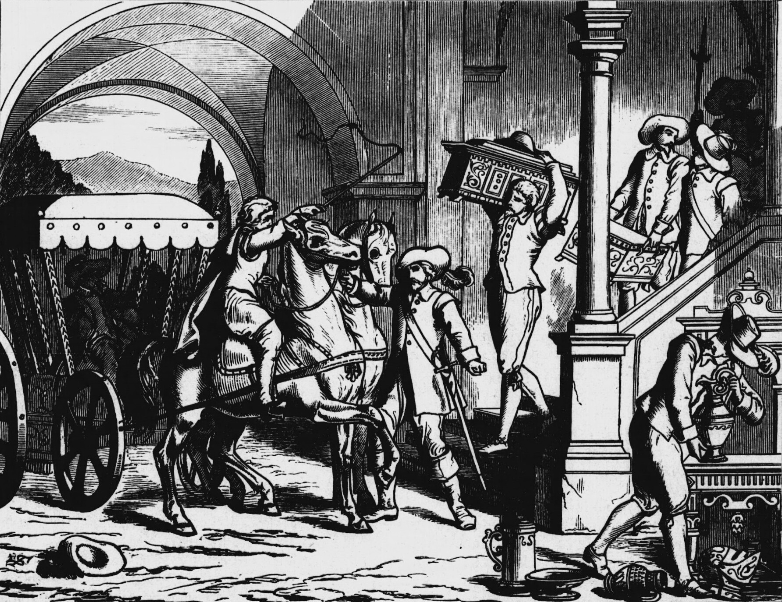
La Reial Comissió confisca els béns dels revoltats a Bohèmia entre 1618-1620.

La confiscació, comís o decomís, en Dret, és l'acte de confiscar o privar de les possessions o béns sense compensació, passant elles a l'erari públic.
En general s'entén que la confiscació és una pena principal consistent en la privació de béns, mentre que el comís o decomís és la pena accessòria que suposa la pèrdua o privació dels efectes o productes del delicte i dels instruments amb què aquest es va cometre. A vegades el terme decomís s'utilitza només per designar els objectes que han estat objecte de comís.
Habitualment, els articles il·legals, com els narcòtics o armes de foc i els guanys de la venda d'aquest tipus de mercaderies, poden ser confiscades per l'autoritat competent.
No és estrany que també es produeixin confiscacions sobre un ampli col·lectiu de ciutadans, com en la criminalització per la possessió d'or de Franklin D. Roosevelt, la usurpació de béns als jueus en l'Alemanya nazi, la nacionalització que va seguir la revolució cubana, el corralito a l'Argentina, i més recentment, l'embargament d'estalvis a Xipre en 2013. En alguns països, les accions de l'Estat que redueixen el valor de les propietats per al seu propietari, de forma que les deixa gairebé sense valor, han estat considerades com una forma de confiscació.